# Juden in Solingen

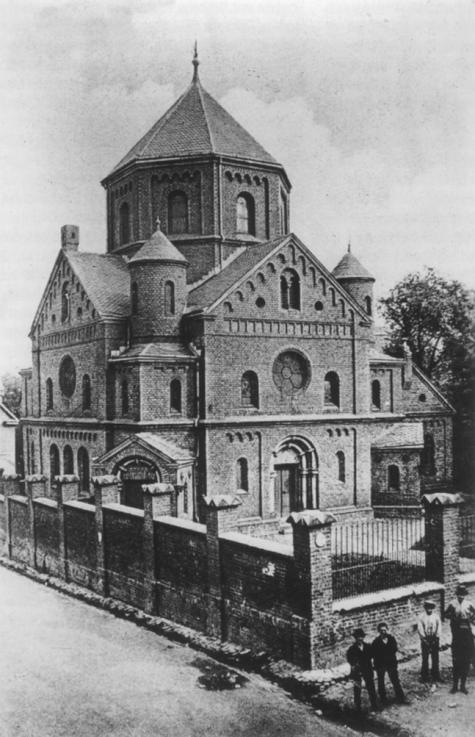
Synagoge an der Malteserstraße/Gerichtstraße

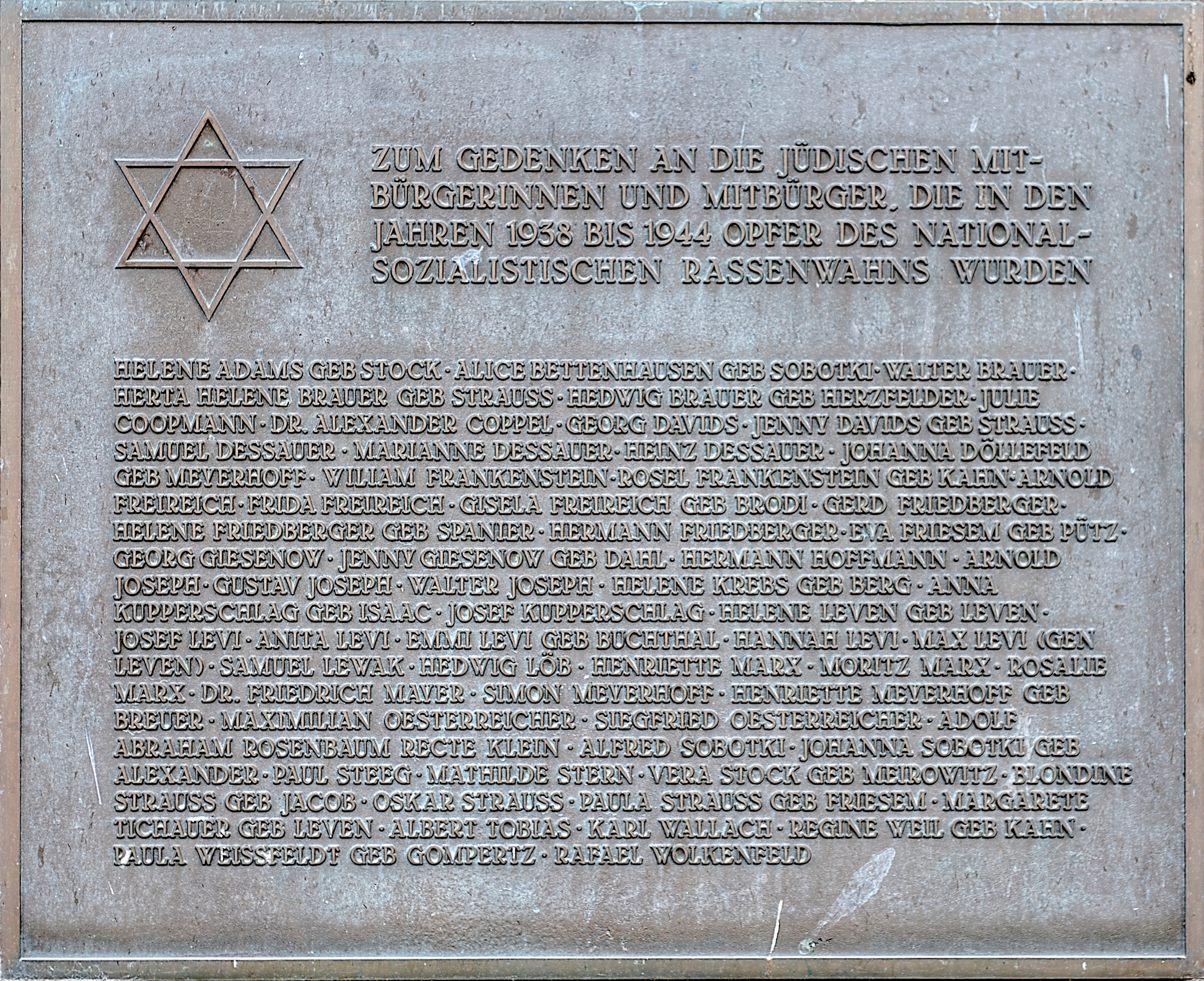
Gedenktafel am jüdischen Friedhof, identisch der am Hochbunker Malteserstraße

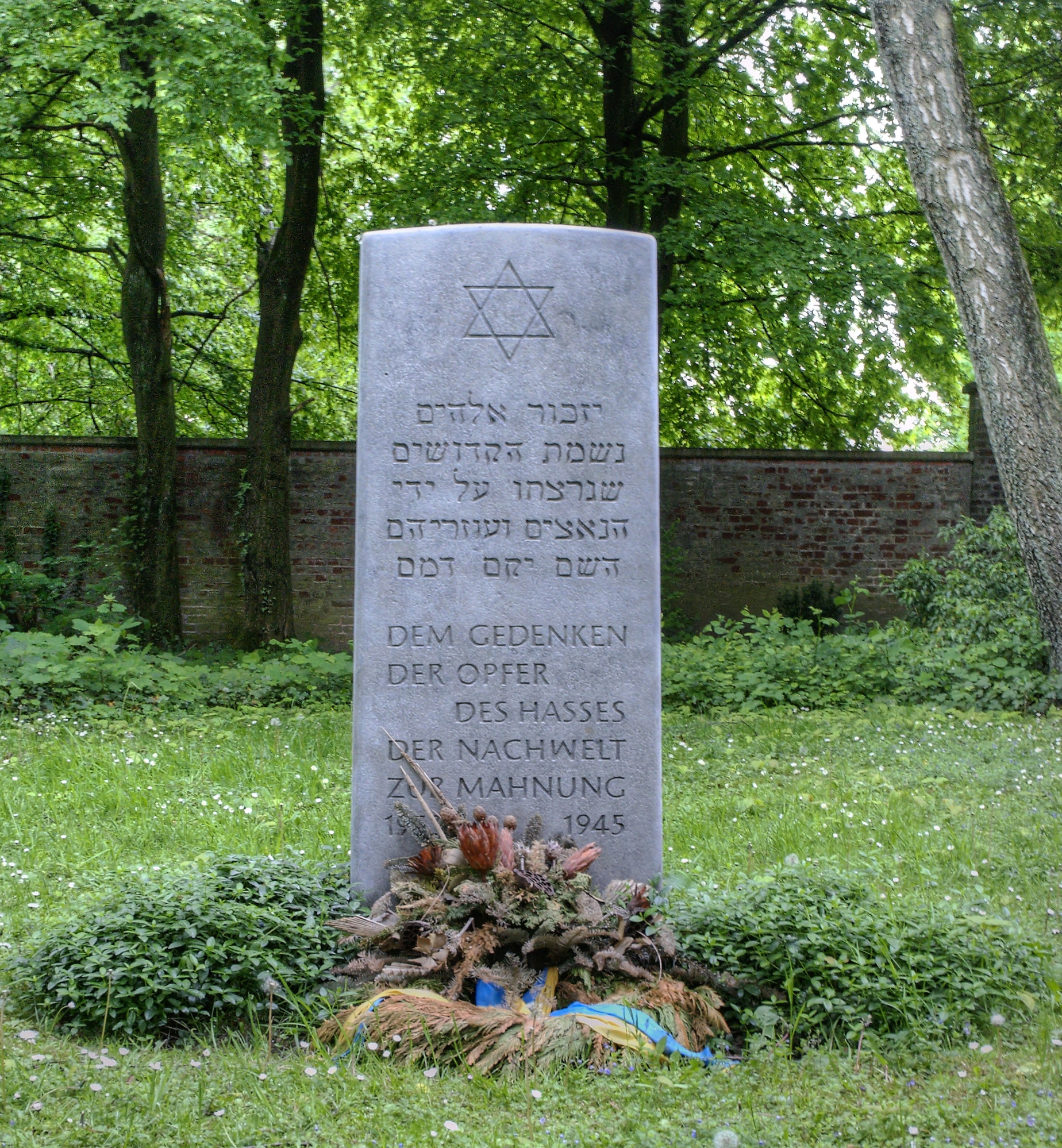
Mahnmal auf dem Friedhof

Die Geschichte der Juden in Solingen begann im 16. Jahrhundert. 1853 konstituierte sich die erste Synagogengemeinde offiziell, 1872 wurde die Synagoge an der Malteserstraße eingeweiht. Diese wurde bei den Novemberpogromen in der Nacht zum 10. November 1938 von SA-Männern in Brand gesetzt und anschließend abgerissen. Mindestens 64 Solinger Juden wurden in der NS-Zeit bis 1944 ermordet. Heute leben in Solingen rund 300 jüdische Menschen, mehrheitlich aus Nachfolgestaaten der Sowjetunion zugezogen. Die Solinger Juden sind der Kultusgemeinde in Wuppertal angeschlossen, siehe dazu Bergische Synagoge.

## Geschichte

### Vom 16. bis zum 20. Jahrhundert
Vermutlich Mitte des 16. Jahrhunderts siedelten sich in Solingen die ersten Juden an. Nach 1710 zogen weitere Familien zu, die im Laufe des 18. Jahrhunderts eine kleine Gemeinschaft bildeten. Die meisten von ihnen waren Kleinhändler oder Metzger, einige wenige handelten mit Erzeugnissen der Klingenproduktion. Erst unter napoleonischer Herrschaft (1806–1813) fielen die Handwerksprivilegien, so dass sie sich an der Solinger Stahlwarenproduktion und am Waffenexporthandel beteiligen konnten. Ab 1718 gab es in Solingen Auf dem Clauberg (am Estherweg) einen jüdischen Begräbnisplatz, dessen Fläche um 1900 erweitert wurde. Der älteste erhaltengebliebene Grabstein stammt aus dem Jahre 1820, die letzte Bestattung fand 1941 statt.
Ab der zweiten Hälfte des 19. Jahrhunderts wuchs die Zahl der jüdischen Bewohner durch Zuzug aus umliegenden Dörfern. Ende der 1780er Jahre richtete die Gemeinde in einem von Michel David und Coppel Samuel angekauften Haus an der Ecke Südwall/Ufergarten einen Betsaal mit einer Mikwe ein, der rund 35 Männern Platz bot. Bisweilen hatte die Gemeinde Probleme, einen Rabbiner zu bezahlen, so dass ein Gemeindemitglied dessen Aufgaben übernehmen musste. Offiziell konstituierte sich die Synagogengemeinde Solingen  1853. Sie umfasste ebenfalls die jüdischen Familien in den Bürgermeistereien Dorp, Gräfrath, Höhscheid, Merscheid und Wald; ab etwa 1880 kamen weitere hinzu. Vorsitzender der Gemeinde-Repräsentanten war der Unternehmer Gustav Coppel, ein Enkel von Coppel Samuel, Vorstandsvorsitzender sein Bruder Arnold. Im Sommer 1857 schlossen sich die Synagogengemeinden Opladen und Solingen zusammen; Ende der 1870er Jahre lösten sich die Opladener Juden wieder von Solingen und bildeten von nun an die „Filialgemeinde Opladen“.
Am 8. März 1872 weihte die Solinger jüdische Gemeinde in Anwesenheit von Honoratioren der Stadt und zahlreicher Einwohner unter anderem mit einem Festzug ihre neue Synagoge ein, einen Kuppelbau an der Ecke Malteserstraße/Gerichtsstraße im neuromanischen Stil. Neben 150 Männerplätzen bot das Gebäude auf den Emporen über 80 Frauen Platz; weiterhin gab es einen Schulraum und eine Lehrerwohnung. Die dauerhafte Anstellung eines Lehrers oder Kantors erwies sich als schwierig, da die Stelle schlecht dotiert war. Erst als der Gemeindevorstand Mitte der 1880er Jahre die Pflicht des Rabbiner zur Ehelosigkeit aufhob, fand man einen Lehrer, der seinen Dienst in der Gemeinde Solingen über Jahrzehnte versah.
Gegen Ende des 19. Jahrhunderts eröffneten in Solingen wie auch in Ohligs immer mehr jüdische Bekleidungsgeschäfte. Von den mehr als 800 Stahlwarenfirmen, die um 1930 in Solingen existierten, waren 16 in jüdischem Besitz; die Firma Alexander Coppel gehörte zu den größten Unternehmen der Branche. Alexanders Vater Gustav Coppel (1830–1914) war unter anderem als Stadtverordneter, Kreisvorsitzender der Nationalliberalen Partei und Präsident der Handelskammer politisch aktiv gewesen; zudem hatte er sich karitativ engagiert. 1906 initiierten die Gebrüder Coppel den Coppelstift, der 1912 seine Arbeit im Bereich der Familienfürsorge aufnahm und heute als älteste Beratungsstelle für Erziehung in Deutschland gilt. Zu Beginn der 1930er Jahre wohnten und arbeiteten die Juden der Stadt mehrheitlich in Ohligs, das inzwischen nach Solingen eingemeindet war.

### In der NS-Zeit

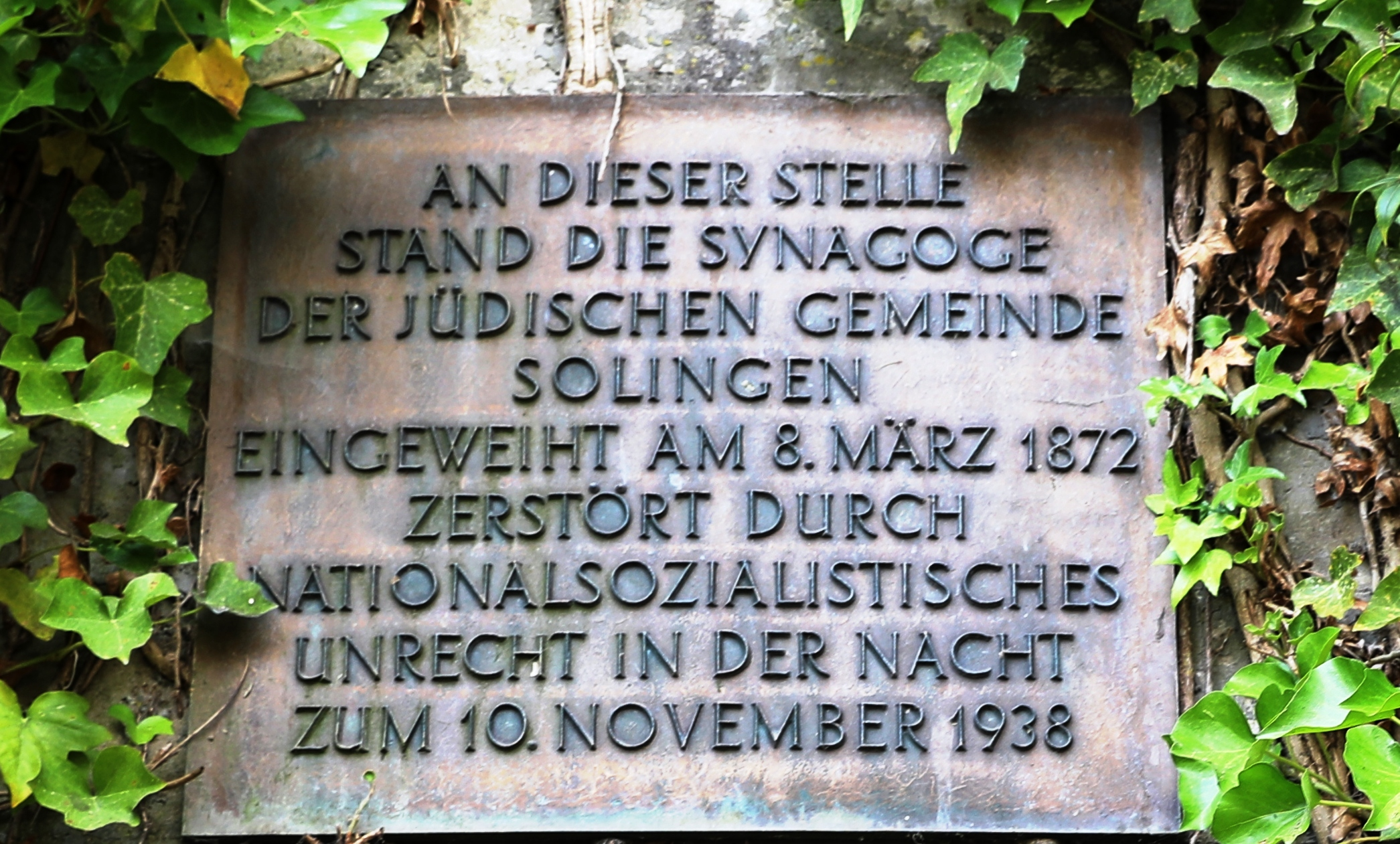
Tafel am Hochbunker Malteserstraße zur Erinnerung an den früheren Standort der Synagoge

In der Nacht zum 10. November 1938 wurde die Solinger Synagoge von SA-Angehörigen in Brand gesetzt; anschließend zogen alkoholisierte SA-Trupps durch die Stadt, vor allem durch Ohligs, verwüsteten Geschäfte und Wohnungen jüdischer Bürger sowie den jüdischen Friedhof mit seiner Kapelle. In derselben Nacht wurde der jüdische Journalist Max Leven in seiner Solinger Wohnung vor den Augen seiner Familie von vier Männern, darunter das SS-Mitglied Armin Ritter und der Adjutant des Kreisleiters Otto, Arthur Bolthausen, misshandelt und anschließend von Ritter mit einem Pistolenschuss regelrecht hingerichtet; seine Frau und seine beiden Töchter wurden später in Lagern ermordet. 32 jüdische Männer wurden in „Schutzhaft“ genommen und die meisten von ihnen ins KZ Dachau deportiert, mehrere von ihnen begingen in den folgenden Wochen Suizid.
Anfang 1939 wurde die Ruine der Synagoge abgerissen.  Am 25. Februar 1939 berechnete die Stadtverwaltung der jüdischen Gemeinde 7633,48 Reichsmark für den Abriss. Auf dem Grundstück, nun im Besitz der Kommune, wurde 1944 ein Hochbunker errichtet. Bis Kriegsbeginn waren die meisten der zu Beginn der NS-Zeit noch in Solingen lebenden Juden emigriert.
Der Anteil der Juden an der Gesamtbevölkerung Solingens betrug stets weniger als ein Prozent. 1804 waren es 32 jüdische Einwohner, 1905 wurde mit 328 Personen ein Höchststand erreicht. 1933 waren 219 Juden in Solingen sesshaft, von denen 1941 noch 15 dort erfasst waren. Die wenigen verbliebenen jüdischen Menschen wurden Ende 1941 ins Ghetto Lodz oder 1942 nach Theresienstadt deportiert. 64 Solinger Juden sind als Opfer der Shoa namentlich bekannt, darunter auch der Unternehmer Alexander Coppel und seine Angehörigen. Die Namen der Opfer sind auf einer Gedenktafel am Hochbunker Malteserstraße aufgeführt. Mitorganisator der reichsweiten „Endlösung der Judenfrage“ war der in Solingen geborene Adolf Eichmann.
Der 80-jährige Arzt Emil Kronenberg wurde im September 1944 zusammen mit sechs weiteren bislang durch Mischehen geschützte Juden ebenfalls nach Theresienstadt verschleppt; Kronenberg überlebte, kehrte nach dem Krieg nach Solingen zurück und engagierte sich wie zuvor in der Stadt politisch und gesellschaftlich. Die Kinderärztin Erna Rüppel überlebte die NS-Zeit mit falschen Papieren in verschiedenen Verstecken – darunter in München – und eröffnete nach Kriegsende wieder eine Praxis in Solingen.

### Seit 1945
In den Jahren nach Kriegsende lebten zunächst nur wenige Juden wieder in Solingen; Ende der 1960er Jahre sollen es etwa zehn Personen gewesen sein. 2010 lebten etwa 300 Menschen jüdischen Glaubens in der Stadt, die mehrheitlich aus ehemaligen Sowjetrepubliken stammen. In Solingen gibt es keine eigenständige Synagogengemeinde mehr. Sie ist der Kultusgemeinde in Wuppertal angeschlossen.

## Erinnerung
Eine 1979 von der Stadtverwaltung angebrachte Gedenktafeln 1 am Bunker Malteserstraße erinnert an den früheren Standort der Solinger Synagoge. Eine weitere, 1998 angebrachte Gedenktafel 2 am Hochbunker erinnert namentlich an alle Opfer der nationalsozialistischen Gewaltherrschaft. Seit 2012 befindet sich an der Rückseite des Bunkers auch ein Bronzerelief des Bildhauers Henryk Dywan, das die Synagoge zeigt und auf eine Initiative von Schülern des Gymnasiums Schwertstraße zurückgeht.
Anlässlich des 80. Jahrestages der Zerstörung der Synagoge durch die Nationalsozialisten erinnerte im Jahre 2018 der Solinger Kunstverein in Zusammenarbeit mit der Kunsthochschule für Medien Köln (KHM) an dieses Ereignis; Initiator war der Solinger Künstler Andreas Schäfer. Gezeigt wurden Arbeiten, die sich künstlerisch mit der Jüdischen Gemeinde, der Geschichte ihrer Zerstörung sowie der gegenwärtigen Erinnerungskultur auseinandersetzten.

## Stolpersteine in Solingen (Auswahl)

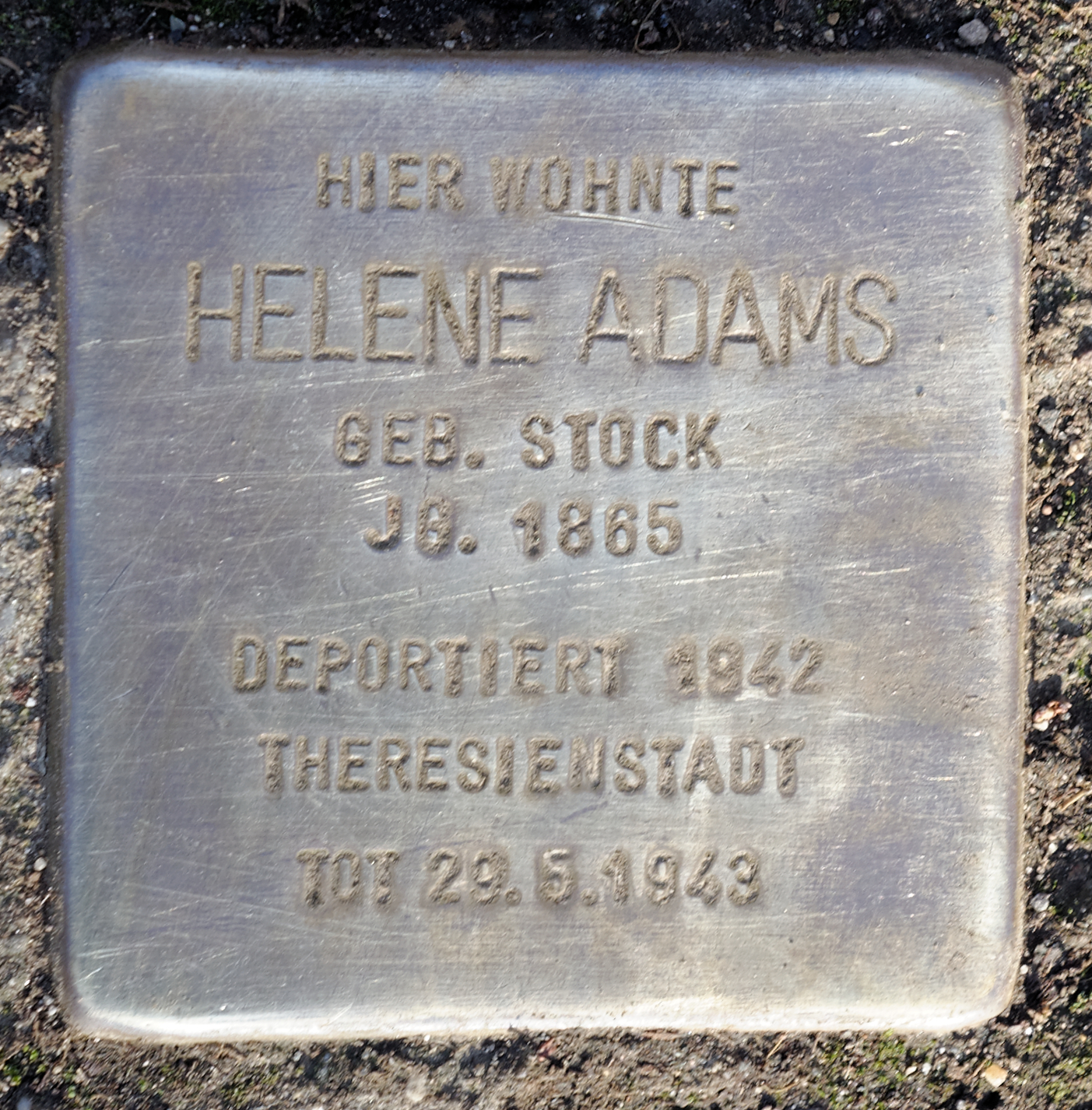
Helene Adams
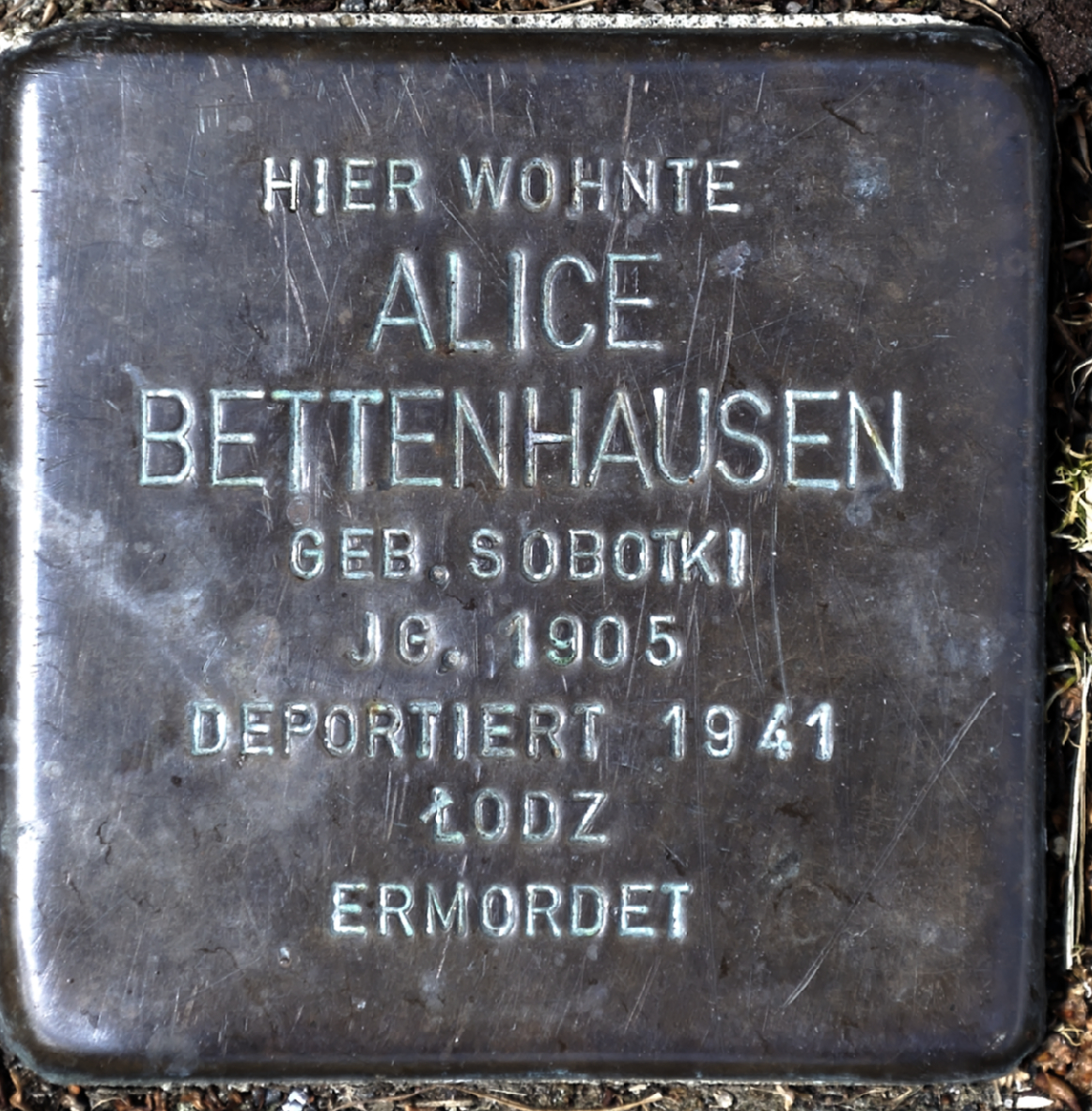
Alice Bettenhausen
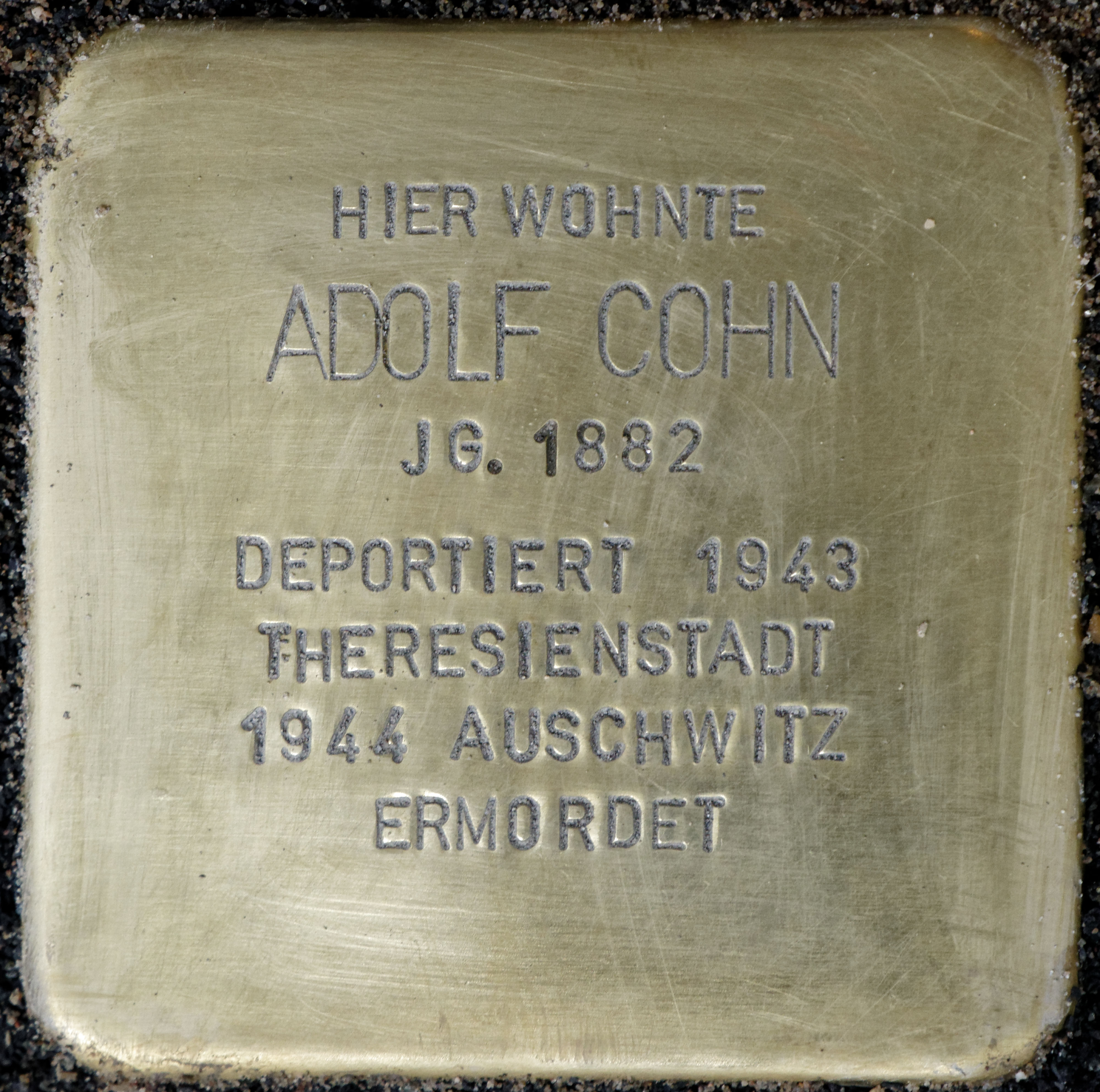
Alfred Cohn
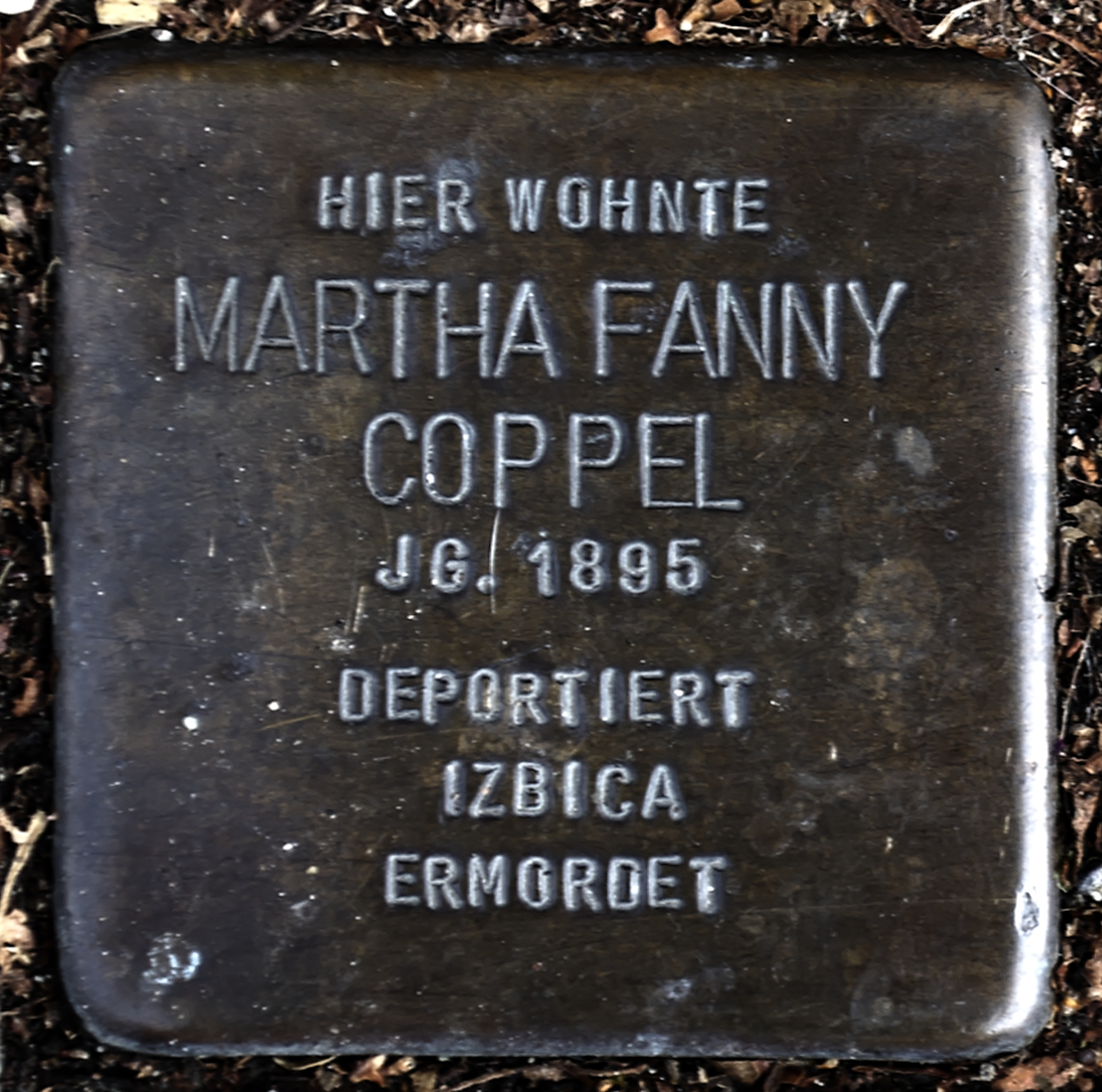
Martha Fanny Coppel
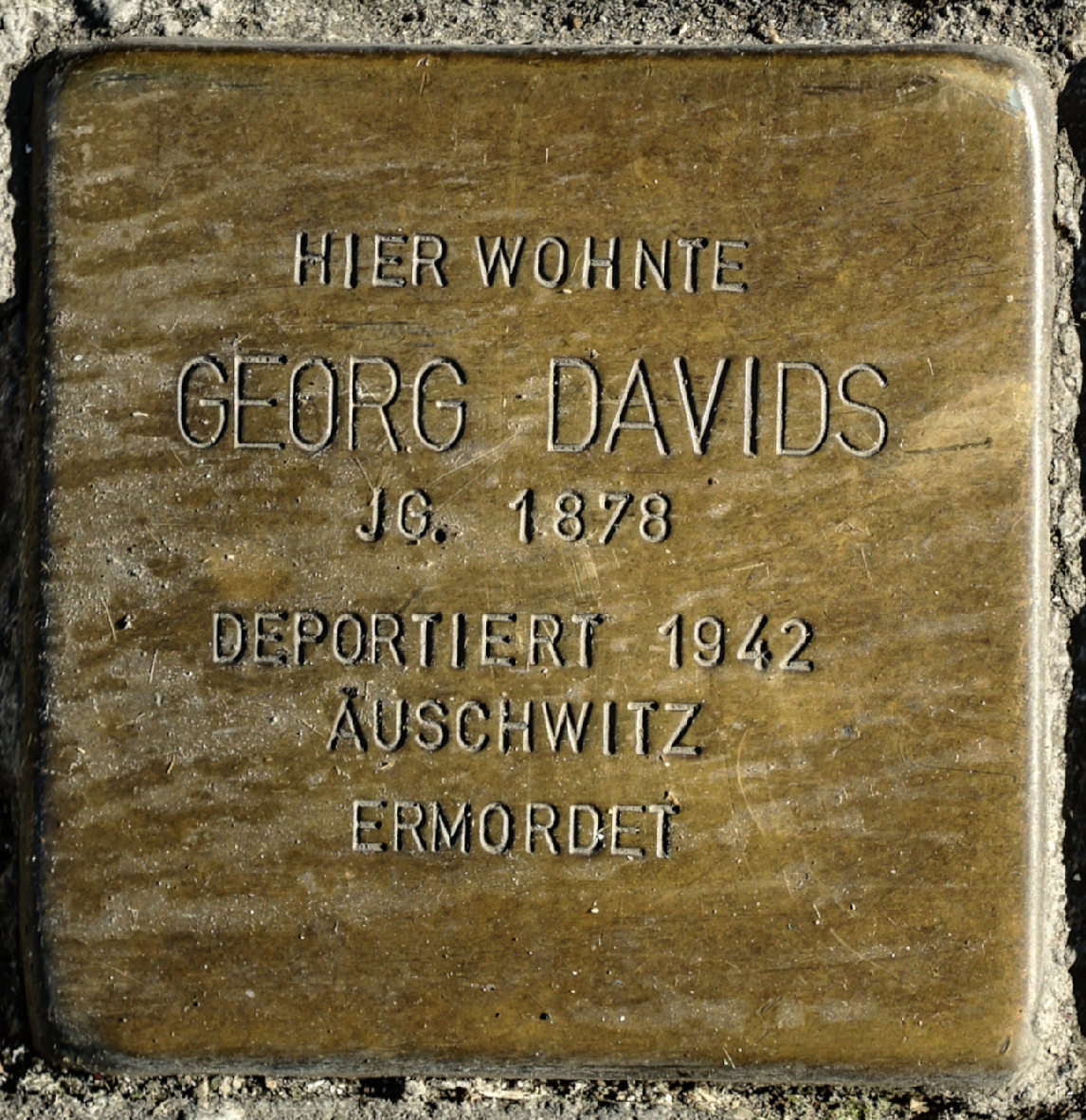
Georg Davids
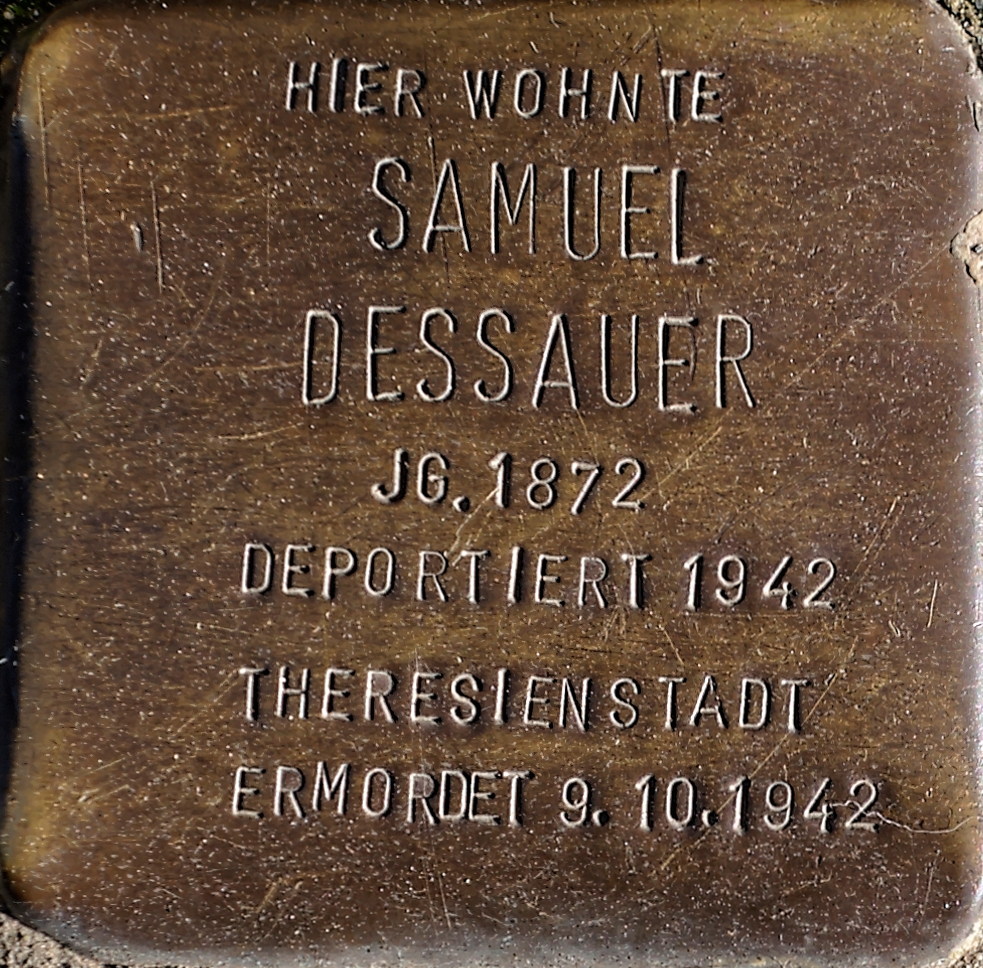
Samuel Dessauer
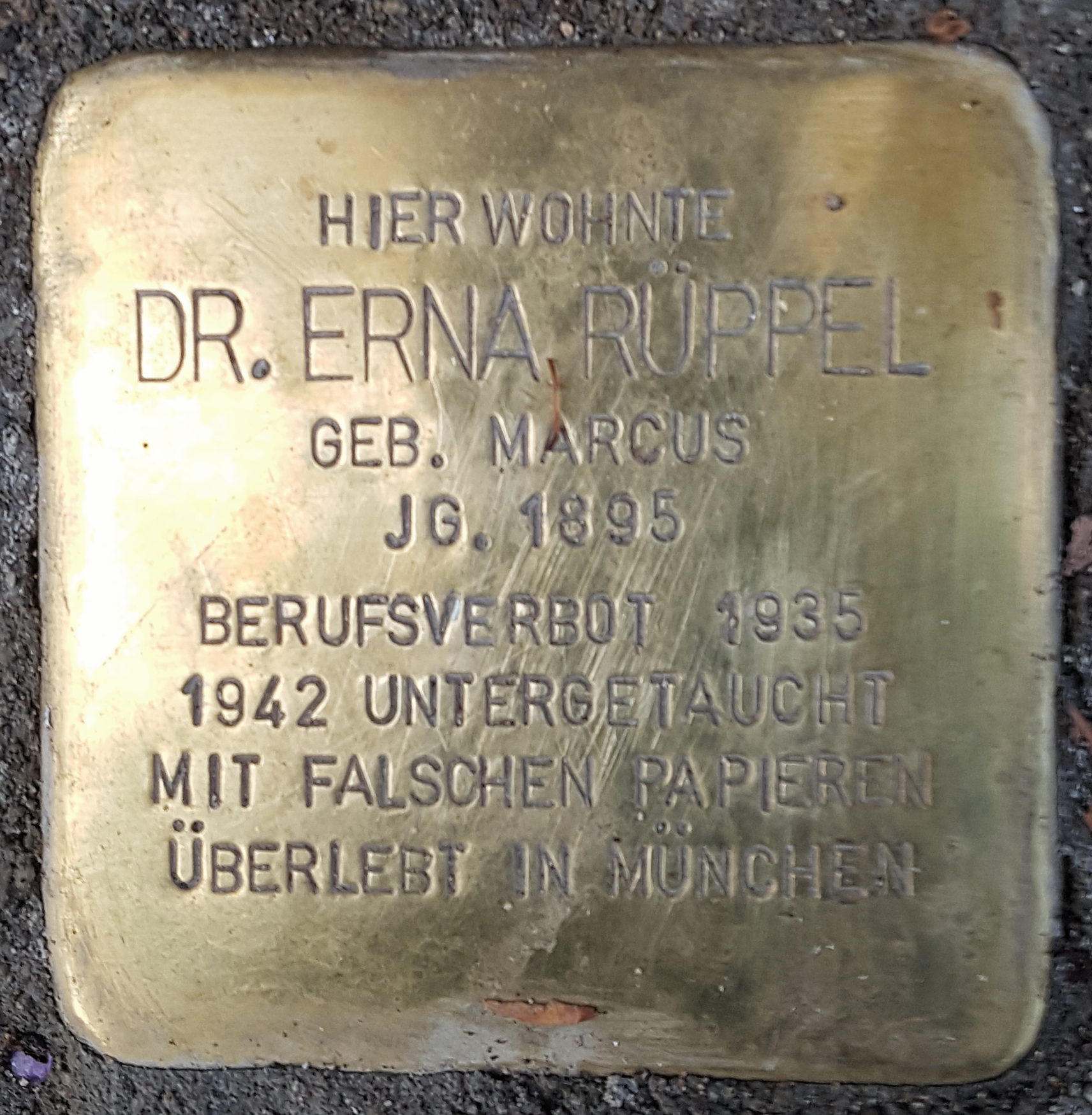
Erna Rüppel